# Ommatospila narcaeusalis
Ommatospila narcaeusalis is een vlinder uit de familie van de grasmotten (Crambidae), uit de onderfamilie van de Spilomelinae. De wetenschappelijke naam van deze soort is voor het eerst voorgesteld als Leucochroma narcaeusalis door Francis Walker in een publicatie uit 1859.
De soort komt voor in de Verenigde Staten, Cuba, Jamaica, de Dominicaanse Republiek, Puerto Rico, de Amerikaanse Maagdeneilanden, Mexico, Nicaragua, Costa Rica, Venezuela, Brazilië, Bolivia en Argentinië.